# اوراشه
اوراشه (به صربی: Oraše) یک منطقهٔ مسکونی در صربستان است که در توتین، صربستان واقع شده‌است. اوراشه ۴۵۵ نفر جمعیت دارد.